# Kondas
Kondas (indonesiska: Bulung, KDS) är en ort i Indonesien.   Den ligger i kabupatenet Kabupaten Manggarai och provinsen Nusa Tenggara Timur, i den centrala delen av landet, 1 500 km öster om huvudstaden Jakarta. Kondas ligger 527 meter över havet och antalet invånare är 500.
Terrängen runt Kondas är kuperad. Runt Kondas är det ganska tätbefolkat, med 52 invånare per kvadratkilometer. Närmaste större samhälle är Labuhanbajo, 18,7 km nordväst om Kondas. I omgivningarna runt Kondas växer i huvudsak städsegrön lövskog.